# Tanina cuprata
Tanina cuprata är en stekelart som beskrevs av Boucek 1976. Tanina cuprata ingår i släktet Tanina och familjen puppglanssteklar. Inga underarter finns listade i Catalogue of Life.